# Serug

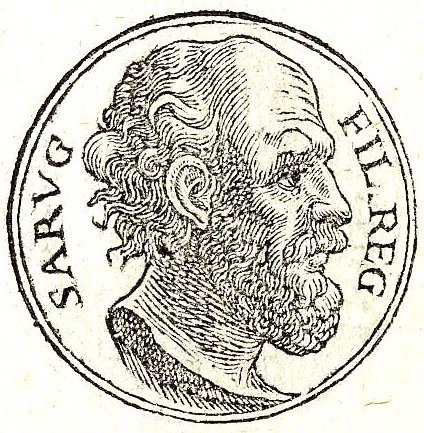
Serug volgens het Promptuarii Iconum Insigniorum

Serug of Sarug of Saruch was volgens de traditie in de Hebreeuwse Bijbel een nakomeling van Sem en een voorouder van Abraham en van Jezus. Hij was zoon van Rehu, die zijn vader werd toen hij 32 jaar oud was.
Serug was de vader van Nahor, die geboren werd toen hij 30 jaar was. Nahor was de vader van Terach en de grootvader van Abraham. Serug werd 230 jaar oud.